# Gaspar Colón Moleiro
Gaspar Enrique Colón Moleiro ist ein venezolanischer Opern- und Konzertsänger (Bariton).

## Leben
Moleiro hatte Unterricht bei seinem Großvater, dem Komponisten Moisés Moleiro und seiner Mutter, der Pianistin Carmencita Moleiro. Er studierte dann am Konservatorium Pedro Nolasco Colon in Caracas, wo er auch eine Ausbildung als Klarinettist absolvierte. Danach war er Schüler für lyrischen Gesang bei Elio Malfatti.
Beim VII. Concurso Nacional de Canto Lírico “Alfredo Hollander” 2005 erhielt er den Preis für La Mejor Voz und La Mejor Interpretación de Aria de Opera. Als Mitglied der Compañía de Ópera de Occidente wirkte er an Opernaufführungen in Venezuela und anderen lateinamerikanischen Ländern mit.
In der Meisterklasse von Mirella Freni und Katia Ricciarelli erarbeitete sich Moleiro mehrere Hauptrollen wie den Enrico in Lucia di Lammermoor von Gaetano Donizetti, den Rigoletto in der gleichnamigen Oper von Verdi und den Marcello in La Bohème von Giacomo Puccini, den er im Centro Italiano Venezolano unter Giovanni Corallo sang. In jüngerer Zeit trat er im Teatro Teresa Carreño als Alfio in Pietro Mascagnis Cavalleria rusticana unter Felipe Izcaray auf.
Als Konzertsänger arbeitete Moleiro u. a. mit dem Orquestra Sinfónica de Venezuela, dem Orquesta Filarmónica Nacional, dem Orquesta Gran Mariscal de Ayacucho, dem Orquesta Sinfónica Municipal de Caracas und dem Orquesta Sinfónica de la Juventud Venezolana Simón Bolívar unter Dirigenten wie Angelo Pagliuca, Pablo Castellanos, Antonio Delgado, Rodolfo Saglimbeni und Gustavo Dudamel.